# 30×11 календар
30×11 календар (Тридесет-једанаест) (Thirty-eleven на енглеском) или Календар 30×11 је предлог реформе грегоријанског календара.
Првих 11 месеци године (јануар-новембар тј. сијечањ-студени) би имали по 30 дана, а децембар 35 дана, одн 36 у преступним годинама. Година тако има три једнака пословна квартала од по 90 дана, а последњи квартал траје 95 или 96 дана.
| Бр. | Име       | Дана      |
| --- | --------- | --------- |
| 1   | Јануар    | 30        |
| 2   | Фебруар   | 30        |
| 3   | Март      | 30        |
| 4   | Април     | 30        |
| 5   | Мај       | 30        |
| 6   | Јун       | 30        |
| 7   | Јул       | 30        |
| 8   | Аугуст    | 30        |
| 9   | Септембар | 30        |
| 10  | Октобар   | 30        |
| 11  | Новембар  | 30        |
| 12  | Децембар  | 35 или 36 |

Попут садашњег календара, Календар 30×11 има 365 у обичним и 366 у преступним годинама. Преступне године се јављају у истом циклусу као и код грегоријанског календара.
Календар 30×11 мења само дужине месеци, остали аспекти грегоријанског календара остају исти.
Задржана је традиционална 7-дневна недеља и календарска година од 12 месеци. Не иде се за тим да свака година почиње у исти седмични дан, као многи предлози. То значи да не покушава бити "вечни календар". Може бити уведен у било којој години, јер може почети на било који дан и то на исти дан као и грегоријанска година.
Предлог омогућава лако израчунавање редног броја дана у години. Нпр. први дани првих шест месеци би били 1, 31, 61, 91, 121, 151.; сваки дан би био редни број дана у месецу + (број протеклих месеци)×30. Рецимо 8. јун би био 158. (= 8 + 5×30) дан у години.
Већина месечних календара (одн. листова из календара) се понављају унутар године. Календар јануара/сијечња је исти као и августа, фебруара као и септембра, исти су март и октобар, те април и новембар (видети слику за 2008.).
Сваки месец у Календару 30×11 почиње тачно два седмична дана после претходног месеца. Нпр. 2007, јануар почиње у понедељак, фебруар у среду, март у петак. Овим је донекле олакшано одређивање седмичног дана (у датом примеру среда ће бити и 8, 15, 22. и 29. фебруар).
Календар не користи "ван-календарске" или "празне" дане који стоје ван календарске године и седмичног циклуса. Дани од 32. до 35/36. децембра нису "екстра" дани придодати календари, нити су део преступне седмице, већ 362-365/6. дан регуларног соларног календара. Постојање 29. и 30. фебруара не продужују годину, јер су стари месеци са 31-им даном (сем децембра) скраћени на 30. Људима рођеним на такав 31. дан је сугерисано да рођендан славе на последњи дан одговарајућег месеца или на први дан следећег.
Календар 30×11 ипак не успева да постигне 4 једнака квартала.